# Thẩm Phối
Thẩm Phối (chữ Hán: 審配; ? – 204), tự là Chính Nam (正南), là mưu sĩ của quân phiệt họ Viên thời Tam Quốc trong lịch sử Trung Quốc.

## Thời Viên Thiệu
Thẩm Phối vốn là thủ hạ dưới quyền Châu mục Ký châu là Hàn Phức. Năm 191, Viên Thiệu đoạt Ký châu của Hàn Phức, Thẩm Phối đi theo Viên Thiệu, được phong làm Trị trung.
Viên Thiệu làm chủ Hà Bắc, đối đầu với Tào Tháo đang nắm vua Hán Hiến Đế ở Hứa Xương. Đầu năm 200, Viên Thiệu muốn đánh Tào Tháo, bèn hạ lệnh huy động 10 vạn quân và 4 vạn chiến mã đi tấn công Hứa Xương, sai Thẩm Phối, Phùng Kỷ làm chủ trì quân vụ, Điền Phong và Tuân Thầm, Hứa Du làm mưu sĩ.
Mưu sĩ Thư Thụ không tán thành, khuyên Viên Thiệu nên cho quân sĩ nghỉ ngơi tĩnh dưỡng vì vừa chinh chiến nhiều ngày với Công Tôn Toản. Thẩm Phối và Quách Đồ ra sức khuyên Viên Thiệu ra quân. Ông nói với Viên Thiệu:
Theo binh pháp, nếu ta đông gấp 10 lần địch có thể bao vây, gấp 5 thì có thể tấn công, ngang nhau thì có thể đánh một trận. Như chúa công uy vũ, có quân hùng mạnh để tiêu diệt kẻ yếu như Tào Tháo, chẳng phải dễ như trở bàn tay sao? Lúc này không làm ngay, sau này hối không kịp
Viên Thiệu nghe theo, bèn quyết định xuất quân đánh Tào Tháo.
Hai bên giao tranh ở Bạch Mã và Diên Tân, Viên Thiệu bị thua 2 trận nhưng vẫn có ưu thế về quân số và lương thảo. Sau đó Viên Thiệu và Tào Tháo đối trận tại Quan Độ.
Mưu sĩ Hứa Du nhiều lần hiến kế không được dùng. Cùng lúc đó người nhà Hứa Du lại phạm pháp, Thẩm Phối bèn bắt giam cả nhà Hứa Du. Hứa Du bèn bỏ Viên Thiệu sang hàng Tào Tháo, hiến kế cho Tào Tháo cướp kho lương của họ Viên ở Ô Sào khiến quân Viên Thiệu đại bại ở Quan Độ.

## Thời Viên Thượng
Sau trận Quan Độ, Viên Thiệu suy sụp, ốm nặng rồi qua đời năm 202. Các con Viên Thiệu tranh giành quyền thừa kế. Thẩm Phối và Phùng Kỷ ủng hộ người con thứ 3 vẫn thường ở cạnh Viên Thiệu là Viên Thượng để chống lại người con cả là Viên Đàm. Thẩm Phối và Phùng Kỷ tôn Viên Thượng làm Châu mục Ký châu kiêm đốc Ký U Tinh Thanh tứ châu quân sự, tức là kế nghiệp Viên Thiệu. Viên Đàm tự xưng là Xa kỵ tướng quân.
Hai anh em bất hòa nhưng vẫn liên minh chống Tào Tháo. Viên Đàm đóng ở Lê Dương, Viên Thượng giữ Nghiệp Thành. Năm 203, Tào Tháo sau nhiều tháng đánh Ký châu không được, đành rút quân về nam.
Quân Tào rút lui, anh em họ Viên lại xung đột. Viên Thượng giao cho Thẩm Phối giữ Nghiệp Thành (thủ phủ Ký châu), còn mình mang quân đánh Thanh châu. Viên Đàm thua trận, bị Viên Thượng truy kích đến Bình Nguyên – thủ huyện của Thanh châu.
Trong lúc Viên Thượng đang giằng co với Viên Đàm ở Thanh châu thì đầu năm 204 Tào Tháo khởi đại binh đến đánh Nghiệp Thành.
Thẩm Phối đang ra sức chống quân Tào tấn công thì một thủ hạ trong thành là Phùng Lễ có ý đầu hàng Tào Tháo. Phùng Lễ ra mở cửa Hộ Thành phía thành ngoài, đón 300 quân Tào kéo vào. Thẩm Phối đứng trên thành trông thấy, lệnh cho quân mang nhiều đá tới, từ trên tường thành ném xuống cửa Hộ Thành, lấp kín chỗ đó. Kết quả Phùng Lễ và 300 quân Tào đều bị giết.
Sang tháng 5, Tào Tháo sai quân đào hào dài 40 dặm quanh Nghiệp Thành. Thẩm Phối đứng trên thành thấy hào quân Tào đào vừa hẹp vừa cạn nên có ý coi thường, cho rằng hào đó vô hại. Nhưng mấy hôm sau, Tào Tháo đốc thúc quân lính làm gấp vào ban đêm, chỉ sau một đêm hào đó vừa rộng vừa sâu. Sau đó, Tào Tháo sai quân dẫn nước sông Chương vào hào.
Bị hào nước sâu có nước sông Chương vây bọc, Nghiệp Thành hoàn toàn ngăn cách với bên ngoài. Từ tháng 5 đến tháng 8, nhân dân trong thành không thể ra kiếm lương, bị chết đói quá nửa.
Tháng 7 năm đó, Viên Thượng mang 1 vạn quân về cứu Nghiệp Thành. Thẩm Phối thấy lửa hiệu của Viên Thượng cũng mang quân ra giáp công nhưng bị quân Tào đánh rát phải chạy trở lại; còn Viên Thượng cũng bị quân Tào đánh tan, phải bỏ chạy sang nước Trung Sơn.
Thẩm Phối vẫn kiên cường giữ Nghiệp Thành. Ông sai quân cung nỏ cứng ra ngoài thành mai phục ở những con đường Tào Tháo hay đi tuần tra qua. Có lần quân cung nỏ của Thẩm Phối bắn suýt trúng Tào Tháo.
Trong khi Tào Tháo chưa có cách nào hạ được thành thì cháu Thẩm Phối là Thẩm Vinh giữ chức Đông môn hiệu úy có ý hàng Tào. Thẩm Vinh nửa đêm mở cửa đông cho quân Tào kéo vào thành. Thẩm Phối vội lĩnh quân trong thành ra chặn đánh quân Tào trong các ngõ hẻm, cố kháng cự đến cùng. Nhưng sau vài giờ vì thế yếu, Thẩm Phối bị quân Tào bắt. Nghiệp Thành bị quân Tào hạ.
Thẩm Phối bị bắt nhưng nhất quyết không đầu hàng Tào Tháo. Tào Tháo rất muốn dụ hàng ông nhưng ông một mực từ chối. Cuối cùng Tào Tháo đành mang Thẩm Phối ra chém để bảo toàn danh tiết cho ông. Không rõ năm đó Thẩm Phối bao nhiêu tuổi.
Không lâu sau, anh em họ Viên bị Tào Tháo tiêu diệt.

## TrongTam Quốc diễn nghĩa
Thẩm Phối trong tiểu thuyết Tam Quốc diễn nghĩa của La Quán Trung được mô tả gần với sử sách.
Thẩm Phối bị Tuân Úc – mưu sĩ của Tào Tháo – nhiều lần chỉ trích là "Tự cho mình là giỏi mà không có mưu mẹo". Sau khi Viên Thiệu mất, Thẩm Phối phục vụ dưới quyền Viên Thượng là con út của Viên Thiệu. Thẩm Phối bị Tào Tháo bắt được nhưng không chịu hàng. Trước khi bị hành hình, Thẩm Phối mắng Tân Tỷ là "Ta sống làm tôi họ Viên, chết làm ma họ Viên chứ không như chúng bây là lũ a dua, nịnh hót!". Thẩm Phối cũng nạt quân đao phủ là "Chúa ta ở phương Bắc, không thể bắt ta trông về phương Nam mà chết được!". Tào Tháo sau khi chém Thẩm Phối, tiếc thương là người trung nghĩa nên sai đem táng ở phía Bắc thành Ký Châu (Tam Quốc diễn nghĩa gọi Nghiệp Thành, thủ huyện Ký châu).
La Quán Trung làm thơ viếng Thẩm Phối như sau:
Hà Bắc lắm danh sĩ
Ai bằng Thẩm Chính Nam?
Vua hèn, thân bị hại
Lòng ngay, chết cũng cam.
Trung trực, nói vẫn thẳng,
Thanh liêm, dạ chẳng tham
Chết còn ngoảnh về bắc,
Thẹn thay kẻ đầu hàng!